# Xyrichtys victori
Xyrichtys victori är en fiskart som beskrevs av Cliff Ross Wellington 1992. Xyrichtys victori ingår i släktet Xyrichtys och familjen läppfiskar. IUCN kategoriserar arten globalt som sårbar. Inga underarter finns listade i Catalogue of Life.